# جينيوري
جينيوري، (بالإنجليزية: Genuri)‏، هي بلدية، في مقاطعة جنوب سردينيا، في إقليم سردينيا الإيطالي، وتقع على بعد حوالي 60 كم (37 ميل) شمال غرب كالياري، وحوالي 20 كم (12 ميل) شمال سانلوري. اعتبارا من 31 ديسمبر 2004 ، كان عدد سكانها 374 وتبلغ مساحتها 7.6 كيلومتر مربع (2.9 ميل مربع).

## السكان
في سنة 1861 بلغ عدد السكان 359 نسمة، وتطور العدد ليصل في سنة 2011 لـ 345 نسمة.
يظهر هذا المخطط البياني تطور النمو السكاني لـ جينيوري